# Servicio de Acreditación Ecuatoriano
El Servicio de Acreditación Ecuatoriano SAE es el organismo público ecuatoriano que se encarga de la acreditación de los organismos de evaluación de la conformidad. Se encuentra en la ciudad de Quito. Fue creada bajo personería jurídica en 2007. El Servicio de Acreditación Ecuatoriano es una entidad adscrita del Ministerio de Industrias y Productividad. El Director Ejecutivo es Carlos Echeverría Cueva.
SAE es miembro pleno de ILAC, miembro pleno de IAF. y miembro pleno de IAAC.